# Stephen Brown (Schauspieler)
Stephen „Steve“ Douglass Brown (* in Stuttgart, Baden-Württemberg, Deutschland) ist ein US-amerikanischer Theater- und Filmschauspieler, Synchronsprecher und Tontechniker.

## Leben
Brown wurde in Stuttgart geboren, wo er bis zu seinem fünften Lebensjahr lebte. Die Familie zog an die Ostküste der USA, wo er den Großteil seiner Kindheit verbrachte. Seine Teenagerzeit verbrachte er in Andover, Massachusetts. Er machte seinen Bachelor of Science an der Fitchburg State University in Fitchburg, Massachusetts. Seit 1992 lebt er in Los Angeles.
Brown begann ab den 1990er Jahren als Episodendarsteller in verschiedenen US-amerikanischen Fernsehserien mit dem Filmschauspiel. Er spielte zudem in Musikvideos verschiedener Bands wie Disturbed, Linkin Park, Muse oder Of Monsters and Men mit.
Ab 2002 wirkte er auch als Tontechniker an überwiegend Animationsfilmen mit. So war er für die Sounds bei Planes, Die Eiskönigin – Völlig unverfroren und dessen Fortsetzungen maßgebend. Weitere Filmprojekte hatte er 2015 mit Der Kaufhaus Cop 2 und 2019 mit Terminator: Dark Fate.

## Filmografie

### Schauspieler
- 1990: Ein Fall für Mac (Against the Law) (Fernsehserie, Pilotfolge)
- 1992: Zurück in die Vergangenheit (Quantum Leap) (Fernsehserie, Episode 4x12)
- 1992: Der Außenseiter (School Ties)
- 1992: Picket Fences – Tatort Gartenzaun (Picket Fences) (Fernsehserie, Episode 1x02)
- 1993: Die Staatsanwältin und der Cop (Reasonable Doubts) (Fernsehserie, Episode 2x13)
- 1993: Shaky Ground (Fernsehserie, Episode 1x10)
- 1993: Brooklyn Bridge (Fernsehserie, Episode 2x12)
- 1994: Unsolved Mysteries (Fernsehserie, Episode 6x15)
- 1995: Intime Bekenntnisse (Erotic Confessions) (Fernsehserie, Episode 2x01)
- 1996: Baywatch – Die Rettungsschwimmer von Malibu (Baywatch) (Fernsehserie, Episode 7x04)
- 1998: Ebony Kat (Kurzfilm)
- 1999: Kill the Man – Vom Kopiertrottel zum Millionär (Kill the Man)
- 2000: Pacific Blue – Die Strandpolizei (Pacific Blue) (Fernsehserie, Episode 5x19)
- 2001: Bad Placas
- 2002: CSI: Vegas (CSI: Crime Scene Investigation) (Fernsehserie, Episode 2x16)
- 2004: Frost
- 2006: The Space Race (Kurzfilm)
- 2008: Montana
- 2008: Hooray for Holly Wood (Kurzfilm)
- 2010: Money to Burn
- 2011: Car Science (Fernsehserie, Episode 1x03)
- 2012: Chinatown Squad (Fernsehfilm)
- 2013: Helen Keller Had a Pitbull
- 2014: Brooklyn Nine-Nine (Fernsehserie, Episode 1x15)
- 2014: Earth Angel (Kurzfilm)
- 2014: Hotel Secrets & Legends (Fernsehserie, Episode 1x06)
- 2014: Fatales Vertrauen – Dem Mörder so nah (Unusual Suspects) (Fernsehserie, Episode 6x13)
- 2014: We-inspire: The Ultimate Collaboration Technology (Kurzfilm)
- 2014: Saint Motel: My Type (Kurzfilm)
- 2014: The Purge: Anarchy
- 2014: Strange Events (Fernsehserie, Episode 1x08)
- 2014: DJ Quintino Go Hard Vote Hard (Kurzfilm)
- 2014: The Park Bench
- 2014: Tosh.0 (Fernsehserie, Episode 6x27)
- 2015: Showpony (Kurzfilm)
- 2015: Miles (Kurzfilm)
- 2015: Verflucht – Übersinnlich und unerklärlich (A Haunting) (Fernsehserie, Episode 7x15)
- 2015: Helio (Kurzfilm)
- 2015: Allegiance (Fernsehserie, Pilotfolge)
- 2015: Codes and Conspiracies (Fernsehserie, Episode 2x06)
- 2015: Hotwire (Kurzfilm)
- 2015: Cry Wolfe (Fernsehserie, Episode 2x01)
- 2015: Taking Flight (Fernsehserie, Episode 1x01)
- 2015: Homes of Horror (Fernsehserie, Episode 3x23)
- 2015: Six Degrees of Everything (Fernsehserie, Episode 1x02)
- 2015: Secret Space Disasters (Fernsehserie, Episode 1x11)
- 2015: The Good, the Bad, and the Dead
- 2015: Escape Psycho Circus 2015 Official Trailer (Kurzfilm)
- 2015: Kick Paddle, Kick Paddle (Kurzfilm)
- 2016: Brennan
- 2016: Decommissioned – Anschlag auf Befehl (Decommissioned)
- 2016: Hail, Caesar!
- 2016: Traded
- 2016: Nicotine (Kurzfilm)
- 2016: Yandel Nunca Me Olvides (Kurzfilm)
- 2016: Land the Gig (Mini-Serie, 3 Episoden)
- 2016: Celebs Have Issues (Fernsehserie, Episode 1x07)
- 2016: Live by Night
- 2016: Retribution
- 2016: Mod-X (Kurzfilm)
- 2016: I Am You Are Everyone
- 2017: My Crazy Ex (Fernsehserie, Episode 4x02)
- 2017: Well & Ties Day: Valentine's Day (Kurzfilm)
- 2017: American Violence
- 2017: Escape the Night (Fernsehserie, 2 Episoden)
- 2017: Alien Convergence – Angriff der Drachenbiester (Alien Convergence)
- 2017: Hickok
- 2017: Heroes Clash of Kings (Videospiel)
- 2017: The Heist (Kurzfilm)
- 2017: Get Big
- 2017: Suburbicon
- 2017: Liebe zu Besuch (Home Again)
- 2017: Awesome Thank You (Kurzfilm)
- 2017: Gangster Land (In the Absence of Good Men)
- 2017: Deadly Delusion (Fernsehfilm)
- 2018: James Patterson's Murder Is Forever (Fernsehserie, Episode 1x04)
- 2018: Splitting Up Together (Fernsehserie, Episode 1x06)
- 2018: Medal of Honor: Ehre, wem Ehre gebührt (Medal of Honor) (Fernsehserie, Episode 1x05)
- 2018: The Gamer (Fernsehfilm)
- 2018: Fiction in Bed (Fernsehserie, 2 Episoden)
- 2018: CollegeHumor Originals (Fernsehserie, 2 Episoden)
- 2018: Ish Hashuv Meod (Fernsehserie, Episode 2x01)
- 2018: Deadly Sins (Kurzfilm)
- 2019: Sanador: The Healer
- 2019: Evening Installation
- 2019: Buried in the Backyard – Mord verjährt nicht (Buried in the Backyard) (Fernsehserie, Episode 2x08)
- 2019: St. Noire (Videospiel)
- 2019: Content Guidelines (Kurzfilm)
- 2019: The Twisted Nanny (Fernsehfilm)
- 2020: Starwood University (Fernsehserie, 5 Episoden)
- 2020: Stars Are Falling (Kurzfilm)
- 2020: In the Cut (Fernsehserie, Episode 7x11)
- 2020: God's Fool
- 2021: I Think You Should Leave with Tim Robinson (Fernsehserie, Episode 2x01)

### Tontechnik
- 2002: The Anarchist Cookbook
- 2012: Mavericks – Lebe deinen Traum (Chasing Mavericks)
- 2013: Planes (Animationsfilm)
- 2013: Die Eiskönigin – Völlig unverfroren (Frozen) (Animationsfilm)
- 2014: Planes 2 – Immer im Einsatz (Planes 2) (Animationsfilm)
- 2015: Der Kaufhaus Cop 2 (Paul Blart: Mall Cop 2)
- 2019: Terminator: Dark Fate
- 2019: Die Eiskönigin II (Frozen II) (Animationsfilm)

## Theater
- Un-Natural Acts, Regie: Garrett Clancy (Gardner Stages)
- Extreme Unction, Regie: Matt Reidy (Oasis Theater)
- Barefoot in the Park, Regie: Tom Shaungress (Hovey Players)
- Lovers & Other Strangers, Regie: George Piehl (Stage One Prod)
- Catch Me If You Can, Regie: Mark Rodgers (Seacoast Rep)
- Steamers 	Turtle Leary, Regie: Dermott Petty (Gardner Stages)
- Boil, Regie: Joel Shapiro (Oasis Theater)
- The Gun, Regie: Joel Shapiro (Oasis Theater)
- My Three Angels, Regie: Gary Simpson (Vokes Theater)
- Mass Appeal, Regie: Tom Wilkinson (Palace Theater)
- Rocky Horror Picture Show, Regie: Timothy O'brien	(Seacoast Rep)